# María de las Mercedes Španělská (1911–1953)
María de las Mercedes Španělská (María de las Mercedes Teresa María de la Paz Fernanda Adalberta Cristina Antonia Isidra Raimunda Josefa Jesusa Fausta Francisca de Borja y Todos los Santos; 3. října 1911, Madrid – 11. září 1953, Madrid) byla německo-španělská princezna a třetí manželka Irakliho Bagrationa z Mukhrani. Přes otce Ferdinanda Bavorského náležela k bavorskému rodu Wittelsbachů. Přes matku Marii Terezu byla vnučkou španělského krále Alfonsa XII. a neteří Alfonse XIII.

## Mládí a rodina
María de las Mercedes, infantka španělská, se narodila 3. října 1911 v paláci Cuesta de la Vega v Madridu jako starší dcera prince Ferdinanda Bavorského a infantky Marie Terezy Španělské. Její rodiče byli bratranec a sestřenice, oba byli vnoučaty královny Isabely II. Španělské. Před jejím narozením její strýc Alfons XIII. vyhlásil, že všechny děti jejích rodiče budou mít tituly infantů nebo infantek Španělska. 11. října 1911 byla v Královském paláci v Madridu pokřtěna jako María de las Mercedes Teresa María de la Paz Fernanda Adalberta Cristina Antonia Isidra Raimunda Josefa Jesusa Fausta Francisca de Borja y Todos los Santos. Jejími kmotry byli Marie de la Paz de Borbón (babička z otcovy strany) a Adalbert Bavorský (strýc z otcovy strany, zastoupený Karlem Bourbonsko-Sicilským). María de las Mercedes měla dva starší bratry Luise Alfonsa (1906–1983) a José Eugenia (1909–1966), a jednu mladší sestru Maríu del Pilar (1912–1918). Její matka zemřela v roce 1912, když jí byl asi rok. Její otec se znovu oženil s dvorní dámou své manželky, Maríou Luisou, vévodkyní z Talavery.
Po založení Druhé Španělské republiky v roce 1931 rodina uprchla do Německa.

## Manželství a potomci
29. srpna 1946 se čtyřiatřicetiletá infantka v paláci Miramar v San Sebastián provdala za o dva roky staršího Irakliho Bagrationa z Mukhrani, jehož se stala třetí manželkou.
Po obdržení aktu od hlavy carského domu Vladimira Kirilloviče Romanova uznal Jan Bourbonský, hlava španělské královské rodiny v exilu, manželství za dynastické.[zdroj?] Její děti se tak ocitly v linii nástupnictví na španělský trůn. V roce 1948 se Irakliho sestra Leonida provdala za velkoknížete Vladimira Kirilloviče, který manželství uznal za dynastické.[zdroj?]
María de las Mercedes porodila Irakliovi za sedm let manželství dvě děti:
- Mariam de Bagration (27. června 1947)
- Bagrat de Bagration y de Baviera (12. ledna 1949 – 20. března 2017)

Princezna María de las Mercedes zemřela 11. září 1953 ve věku 41 let v Madridu. Pohřbena je v Panteonu princů v El Escorial.[zdroj?]

## Vyznamenání a znak

### Vyznamenání
- Suverénní řád Maltézských rytířů

### Znak

Heraldry of Princess María de las Mercedes of Bavaria, Infanta of Spain
Znak princezny Maríi de las Mercedes Bavorské, infantky španělské

## Vývod z předků
|                                 |                                              |  |                              |                                   |  |  |  |  |  |  |  | Ludvík I. Bavorský |
|                                 |                                              |  |                              |                                   |  |  |  |  |  |  |  |                    |
|                                 | Adalbert Vilém Bavorský                      |  |                              |                                   |  |  |  |  |  |  |  |                    |
|                                 |                                              |  |                              |                                   |  |  |  |  |  |  |  |                    |
|                                 |                                              |  |                              | Tereza Sasko-Hildburghausenská    |  |  |  |  |  |  |  |                    |
|                                 |                                              |  |                              |                                   |  |  |  |  |  |  |  |                    |
|                                 | Ludvík Ferdinand Bavorský                    |  |                              |                                   |  |  |  |  |  |  |  |                    |
|                                 |                                              |  |                              |                                   |  |  |  |  |  |  |  |                    |
|                                 |                                              |  |                              | František de Paula Španělský      |  |  |  |  |  |  |  |                    |
|                                 |                                              |  |                              |                                   |  |  |  |  |  |  |  |                    |
|                                 | Amálie Cádizská                              |  |                              |                                   |  |  |  |  |  |  |  |                    |
|                                 |                                              |  |                              |                                   |  |  |  |  |  |  |  |                    |
|                                 |                                              |  |                              | Luisa Šarlota Neapolsko-Sicilská  |  |  |  |  |  |  |  |                    |
|                                 |                                              |  |                              |                                   |  |  |  |  |  |  |  |                    |
|                                 | Ferdinand Bavorský                           |  |                              |                                   |  |  |  |  |  |  |  |                    |
|                                 |                                              |  |                              |                                   |  |  |  |  |  |  |  |                    |
|                                 |                                              |  |                              | František de Paula Španělský      |  |  |  |  |  |  |  |                    |
|                                 |                                              |  |                              |                                   |  |  |  |  |  |  |  |                    |
|                                 | František Cádizský                           |  |                              |                                   |  |  |  |  |  |  |  |                    |
|                                 |                                              |  |                              |                                   |  |  |  |  |  |  |  |                    |
|                                 |                                              |  |                              | Luisa Šarlota Neapolsko-Sicilská  |  |  |  |  |  |  |  |                    |
|                                 |                                              |  |                              |                                   |  |  |  |  |  |  |  |                    |
|                                 | Marie de la Paz de Borbón                    |  |                              |                                   |  |  |  |  |  |  |  |                    |
|                                 |                                              |  |                              |                                   |  |  |  |  |  |  |  |                    |
|                                 |                                              |  |                              | Ferdinand VII.                    |  |  |  |  |  |  |  |                    |
|                                 |                                              |  |                              |                                   |  |  |  |  |  |  |  |                    |
|                                 | Isabela II. Španělská                        |  |                              |                                   |  |  |  |  |  |  |  |                    |
|                                 |                                              |  |                              |                                   |  |  |  |  |  |  |  |                    |
|                                 |                                              |  |                              | Marie Kristýna Neapolsko-Sicilská |  |  |  |  |  |  |  |                    |
|                                 |                                              |  |                              |                                   |  |  |  |  |  |  |  |                    |
| María de las Mercedes Španělská |                                              |  |                              |                                   |  |  |  |  |  |  |  |                    |
|                                 |                                              |  |                              |                                   |  |  |  |  |  |  |  |                    |
|                                 |                                              |  | František de Paula Španělský |                                   |  |  |  |  |  |  |  |                    |
|                                 |                                              |  |                              |                                   |  |  |  |  |  |  |  |                    |
|                                 | František Cádizský                           |  |                              |                                   |  |  |  |  |  |  |  |                    |
|                                 |                                              |  |                              |                                   |  |  |  |  |  |  |  |                    |
|                                 |                                              |  |                              | Luisa Šarlota Neapolsko-Sicilská  |  |  |  |  |  |  |  |                    |
|                                 |                                              |  |                              |                                   |  |  |  |  |  |  |  |                    |
|                                 | Alfons XII.                                  |  |                              |                                   |  |  |  |  |  |  |  |                    |
|                                 |                                              |  |                              |                                   |  |  |  |  |  |  |  |                    |
|                                 |                                              |  |                              | Ferdinand VII.                    |  |  |  |  |  |  |  |                    |
|                                 |                                              |  |                              |                                   |  |  |  |  |  |  |  |                    |
|                                 | Isabela II. Španělská                        |  |                              |                                   |  |  |  |  |  |  |  |                    |
|                                 |                                              |  |                              |                                   |  |  |  |  |  |  |  |                    |
|                                 |                                              |  |                              | Marie Kristýna Neapolsko-Sicilská |  |  |  |  |  |  |  |                    |
|                                 |                                              |  |                              |                                   |  |  |  |  |  |  |  |                    |
|                                 | Marie Tereza Španělská                       |  |                              |                                   |  |  |  |  |  |  |  |                    |
|                                 |                                              |  |                              |                                   |  |  |  |  |  |  |  |                    |
|                                 |                                              |  |                              | Karel Ludvík Rakousko-Těšínský    |  |  |  |  |  |  |  |                    |
|                                 |                                              |  |                              |                                   |  |  |  |  |  |  |  |                    |
|                                 | Karel Ferdinand Rakousko-Těšínský            |  |                              |                                   |  |  |  |  |  |  |  |                    |
|                                 |                                              |  |                              |                                   |  |  |  |  |  |  |  |                    |
|                                 |                                              |  |                              | Jindřiška Nasavsko-Weilburská     |  |  |  |  |  |  |  |                    |
|                                 |                                              |  |                              |                                   |  |  |  |  |  |  |  |                    |
|                                 | Marie Kristýna Rakouská                      |  |                              |                                   |  |  |  |  |  |  |  |                    |
|                                 |                                              |  |                              |                                   |  |  |  |  |  |  |  |                    |
|                                 |                                              |  |                              | Josef Habsbursko-Lotrinský        |  |  |  |  |  |  |  |                    |
|                                 |                                              |  |                              |                                   |  |  |  |  |  |  |  |                    |
|                                 | Alžběta Františka Marie Habsbursko-Lotrinská |  |                              |                                   |  |  |  |  |  |  |  |                    |
|                                 |                                              |  |                              |                                   |  |  |  |  |  |  |  |                    |
|                                 |                                              |  |                              | Marie Dorotea Württemberská       |  |  |  |  |  |  |  |                    |
|                                 |                                              |  |                              |                                   |  |  |  |  |  |  |  |                    |